# Roquecourbe-Minervois
Roquecourbe-Minervois är en kommun i departementet Aude i regionen Occitanien  i södra Frankrike. Kommunen ligger  i kantonen Capendu som ligger i arrondissementet Carcassonne. År 2022 hade Roquecourbe-Minervois 140 invånare.

## Befolkningsutveckling
Antalet invånare i kommunen Roquecourbe-Minervois
Referens: INSEE